# キナイ半島

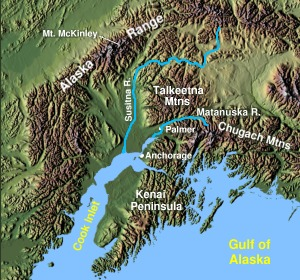
キナイ半島 (Kenai Peninsula) 周辺の地図

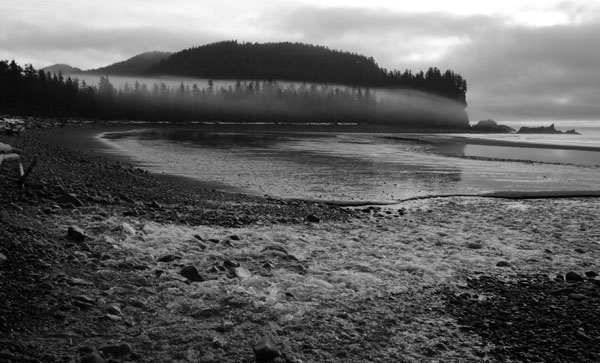
キナイ半島の外海側

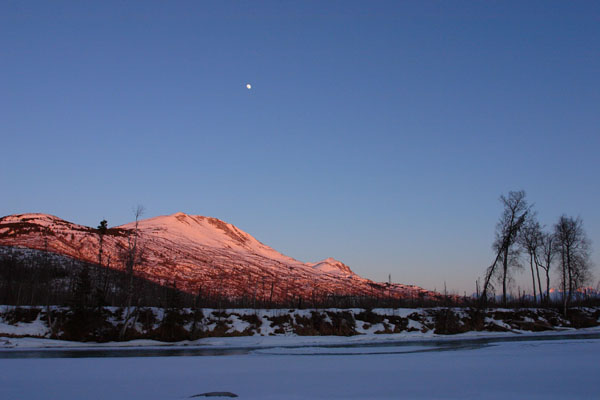
キナイ川

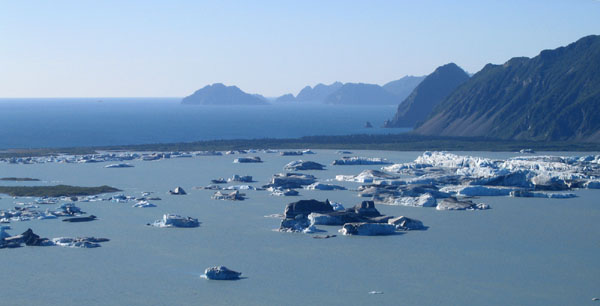
ベア氷河湖と太平洋

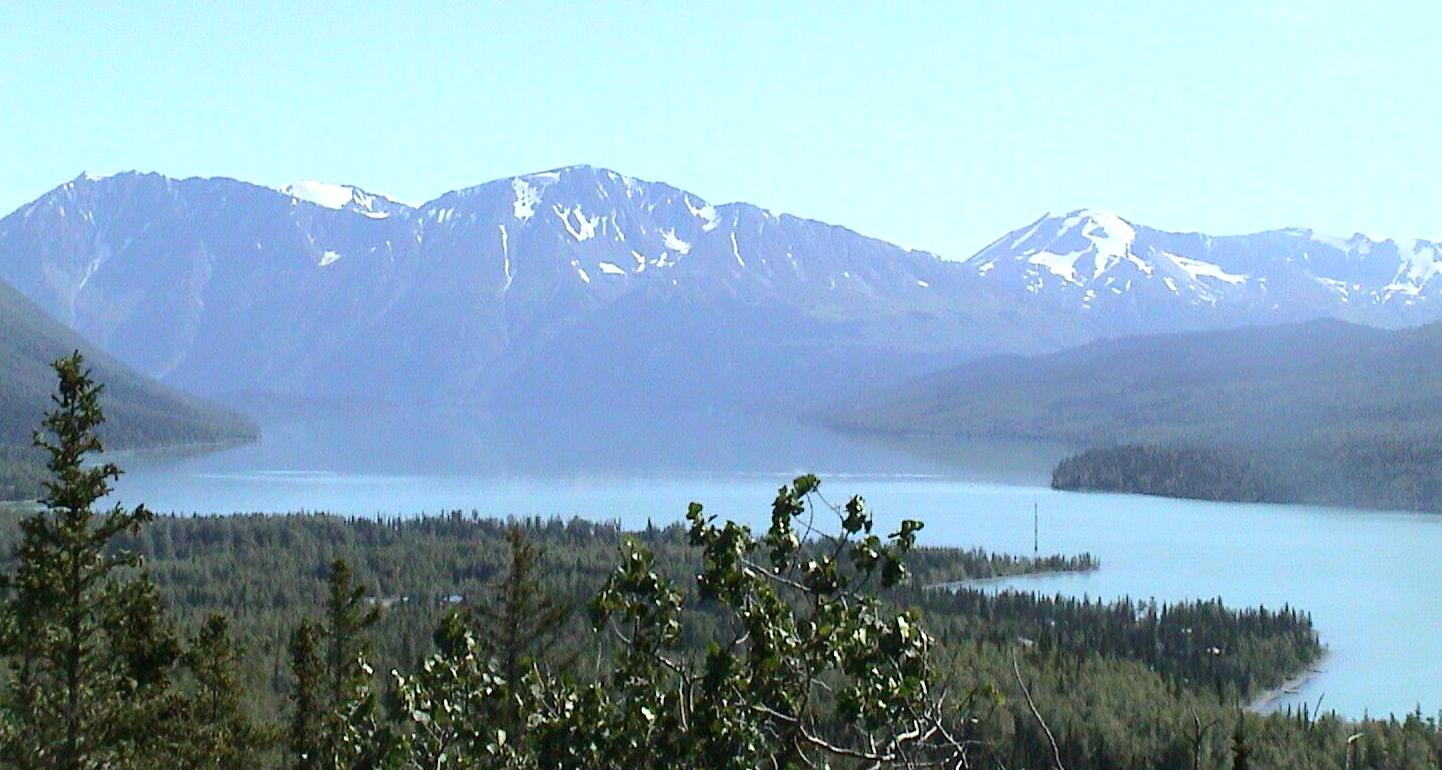
キナイ川と山並み（2003年8月）

キナイ半島（英: Kenai Peninsula、[ˈkiːnaɪ]）は、アメリカ合衆国のアラスカ州南部にある半島。
半島の名前は、この地域に古くから居住していたアサバスカ系の先住民族の名前に由来する。彼らは、キナイ半島を Yaghanen （よい土地）と呼んでいた。キーナイ半島やケナイ半島とも表記される。

## 地理

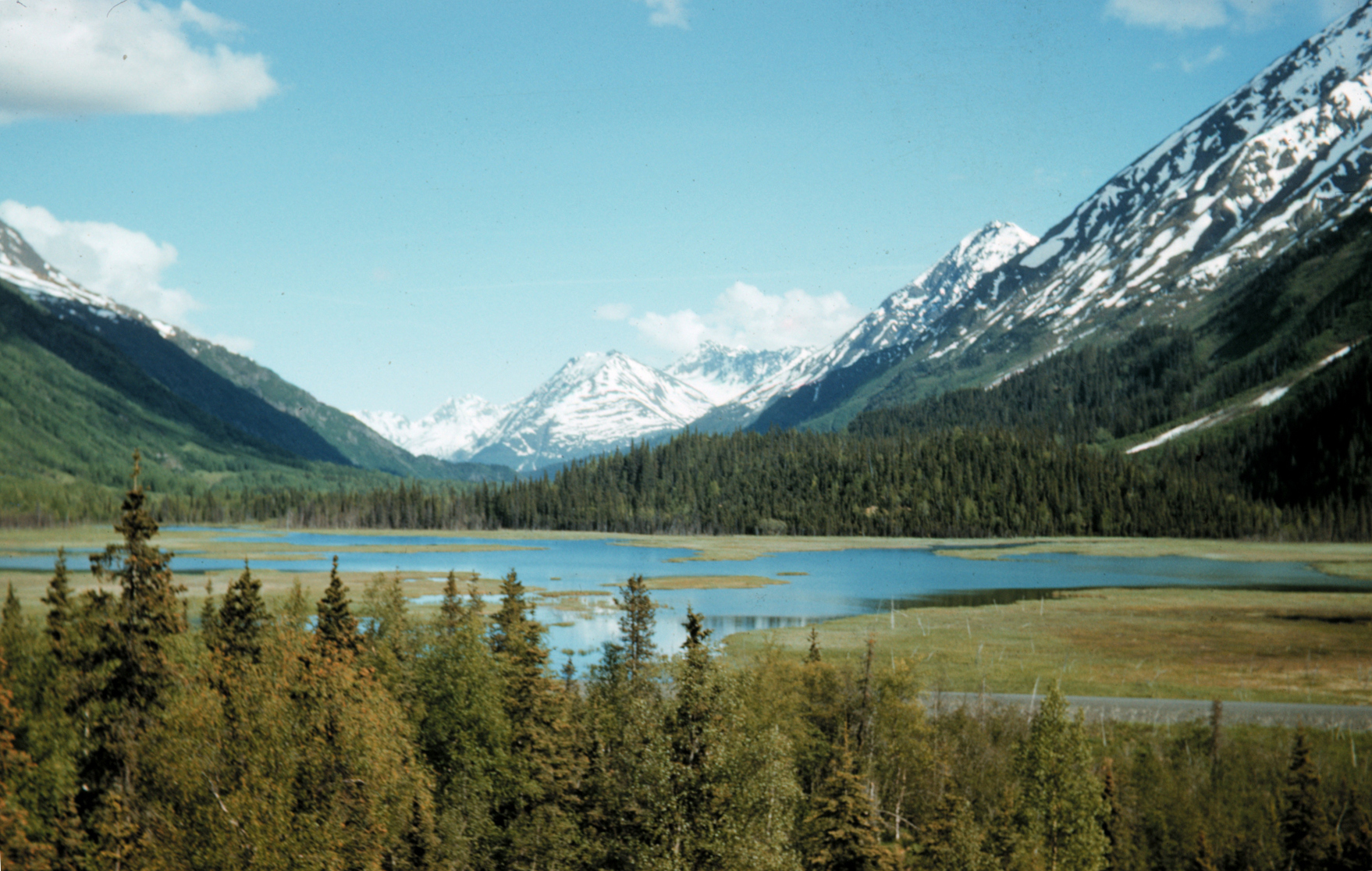
ターン湖。キナイ半島へ通じる2本の道路の合流点に位置する

アンカレジの南のチュガッチ山地から、240キロメートルにわたり南西に延びる。本土とのあいだには、西からクック湾が、東からプリンス・ウィリアム湾が入り込んでいる。行政上は、大部分がキナイペニンシュラ郡に所属する。1789年にゲラシム・イズマイロフがヨーロッパ人として初めて探検し、地図を作製する以前から、先住民族のアサバスカ族やアリューティック族が数千年にわたり居住してきた。
半島南東部のアラスカ湾沿いには、標高2,100メートルにおよぶキナイ山地が連なる。この大部分は、キーナイ・フィヨルド国立公園のエリア内にある。クック湾沿いの北西側は平坦な湿地帯で、無数の小さな湖が点在する。スキラック湖やタストゥミーナ湖など、半島の内陸部まで達する大きな湖もいくつかある。河川としてはサケで有名なキナイ川のほか、支流のロシアン川、カジロフ川、アンカー川が挙げられる。半島南西部にあるカチェマク湾は、その大部分がカチェマク湾州立公園に指定されている。
東部や南部には多くの氷河があり、サージェント氷原やハーディング氷原に合流している。

## 主な町
アラスカ湾岸のスワードのほか、ソルドトナ、キナイ、スターリング、クック湾沿いのクーパーランディング、カチェマク湾沿いのホーマーなどの町がある。

## 交通
ホーマーは北アメリカにおける高速道路網の終着点として有名で、アメリカ合衆国本土からアラスカ州へドライブしに来る旅行者の目的地として人気がある。スワードは、アラスカ鉄道の南のターミナルである。空の便では、キナイとホーマーに定期便が就航しているほか、ソルドトナやスワードにも小規模な空港がある。スワードからアンカレジまでスワード・ハイウェイが通じているほか、半島の西海岸にはスターリング・ハイウェイが通っている。スワードやホーマーから、水上タクシーやフェリーも運航されている。

## 気候
比較的おだやかな海岸性気候で、降水量が多い。農業に適した、州内でも数少ない地域のひとつである。

## 経済
天然ガスや石油、石炭の天然資源のほか、漁業資源にも恵まれている。ハンターや釣り人向けの装備の販売やガイドなど、観光業が盛んで、「アラスカの遊び場」とも呼ばれる。およそ200万エーカーのエリアが、キナイ国立野生生物保護区に指定されている。